# Marino Faliero
Pour les articles homonymes, voir Faliero.
Marino Faliero (également appelé Marin Falier : son nom en vénitien), né en 1274 à Venise et mort décapité le 17 avril 1355 dans la même ville, est le 55e doge de Venise, élu le 11 septembre 1354.

## Biographie

### Jeunes années
Marino Faliero est né en 1274,. On sait peu de choses sur sa jeunesse, si ce n’est qu’à l’âge de trente ans il devient membre du Conseil des Dix qui venait d’être constitué après la conjuration de Bajamonte Tiepolo.
De noblesse ancienne, issu d’une famille probablement originaire de Fano qui a déjà donné deux doges à la république de Venise, fort riche et propriétaire de vastes terres, Faliero était un homme d’action, courageux, orgueilleux, hautain, ambitieux et d’un caractère dur, facilement colérique, comme lorsqu'il gifla un évêque qui s’était présenté en retard à une procession qu’il présidait.

### Dogat
Après la mort d’Andrea Dandolo, Faliero est élu doge de la république de Venise le 11 septembre 1354, au premier tour de scrutin. Il se trouve alors à Avignon, comme ambassadeur de Venise auprès du pape Innocent VI.
Il arrive à Venise le 5 octobre suivant, et embarque sur le Bucentaure pour y entrer en cérémonie, selon la tradition. Son arrivée est marquée par un incident qui est qualifié de mauvais augure : en raison d’un épais brouillard, le navire accoste non pas devant la porte du palais des Doges mais devant les deux colonnes de Saint Marc et de Saint Théodore, entre lesquelles avaient traditionnellement lieu les exécutions capitales.
À l’époque de son dogat, la concurrence avec la république de Gênes est très rude, et la guerre contre celle-ci depuis 1350 a fortement perturbé l’économie : les échanges commerciaux stagnaient, la circulation monétaire était devenue rare et comme de coutume, le petit peuple pâtissait de cette récession économique ; le nombre de pauvres avait fortement augmenté et les taux d'intérêt étaient montés à 40 %. La défaite navale de Sapienza le 4 novembre 1354 contre les Génois avait tout amplifié. 
Dans une Europe qui peine à se remettre des conséquences désastreuses de l’épidémie de peste qui sévit de 1347 à 1351, Venise connait une situation économique particulièrement difficile de 1350 à 1355 : dans ces circonstances, Faliero, qui considère le contrôle des assemblées vénitiennes sur le doge comme un obstacle à ses projets, tenta de négocier en secret un accord économique avec le gouvernement de Gênes, politique à laquelle les élites vénitiennes sont fermement opposées.

### Conspiration

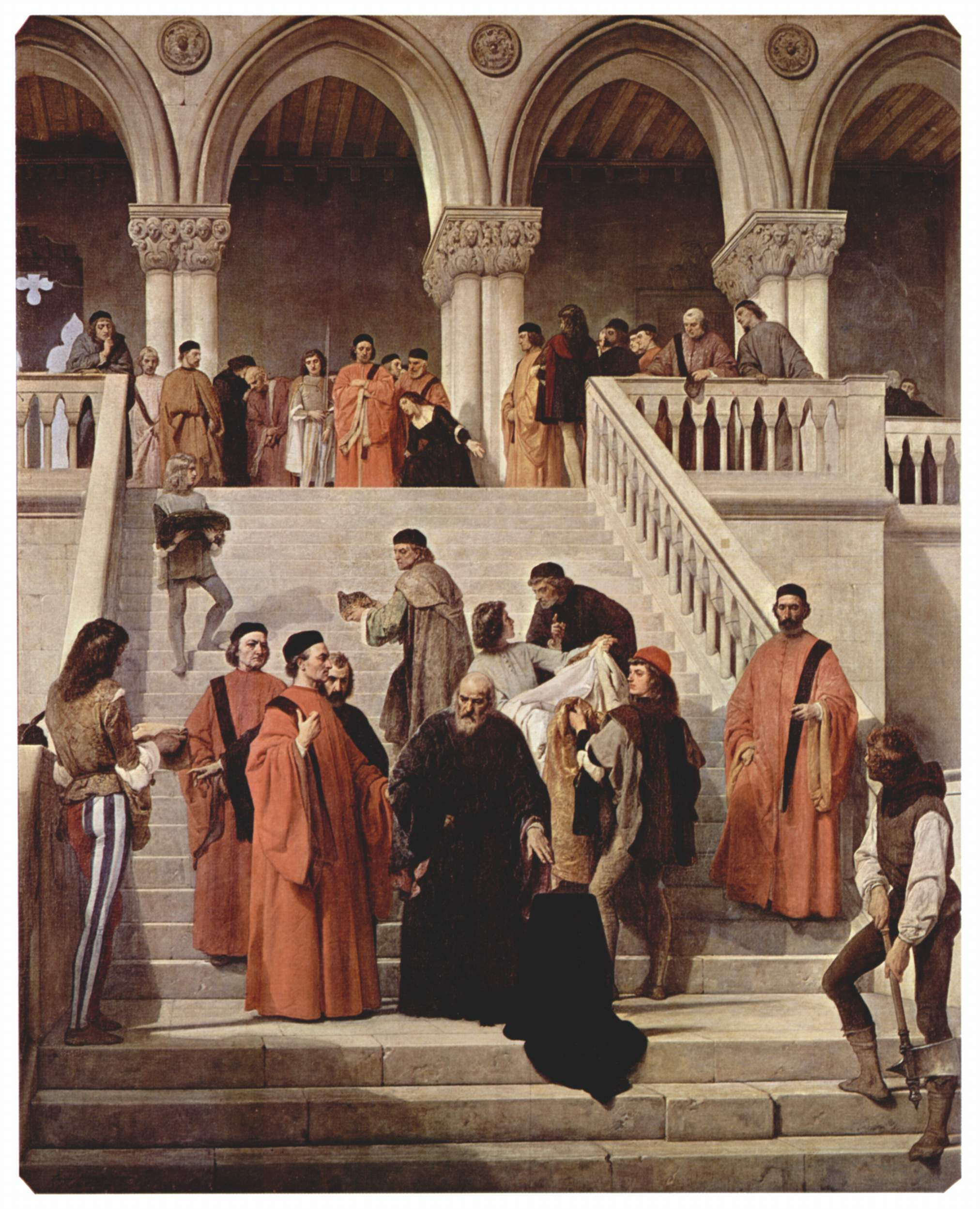
Francesco Hayez, La Dernière Heure du doge Marin Falier : le bourreau est représenté avec une arme d'hast, mais c'est à l'épée que Falier fut exécuté. Académie des beaux-arts de Brera, Milan.

Faliero a alors l’idée d’une conjuration (en) permettant d’asseoir la domination de sa famille contre l’aristocratie qui domine la cité. Il parvient à rallier à son projet quelques grands bourgeois de Venise, comme Bertuccio Isarello, propriétaire et armateur de navires, Filippo Calendario (en), riche propriétaire de chalands de transport de pierres de construction ou Bertrando Bergamoso, un riche tanneur.
La date de l’insurrection est fixée au 15 avril 1355 ; les insurgés, armés, devaient envahir le palais ducal, assassiner les membres des divers Conseils ainsi que les membres de la noblesse présents, supprimer le Grand Conseil et proclamer le doge Signore di Venezzia soit « Seigneur de Venise » avec pleins-pouvoirs.
La conjuration échoue à cause des confidences de Bergamoso à l’un de ses amis, le patricien Niccolo Lion. Les conjurés sont rapidement arrêtés et soumis à la torture, livrant le nom de leur chef, le doge en personne. La ville est alors mise en état d’alarme. Le 16 avril, Bertucio Isarello et Filippo Calendario sont jugés en compagnie de neuf autres conjurés. Ils sont bâillonnés et pendus le soir même aux fenêtres supérieures du palais ducal. Le fils de Calendario faisait également partie des conjurés, il sera lui aussi plus tard, pendu au bâtiment.

### Exécution

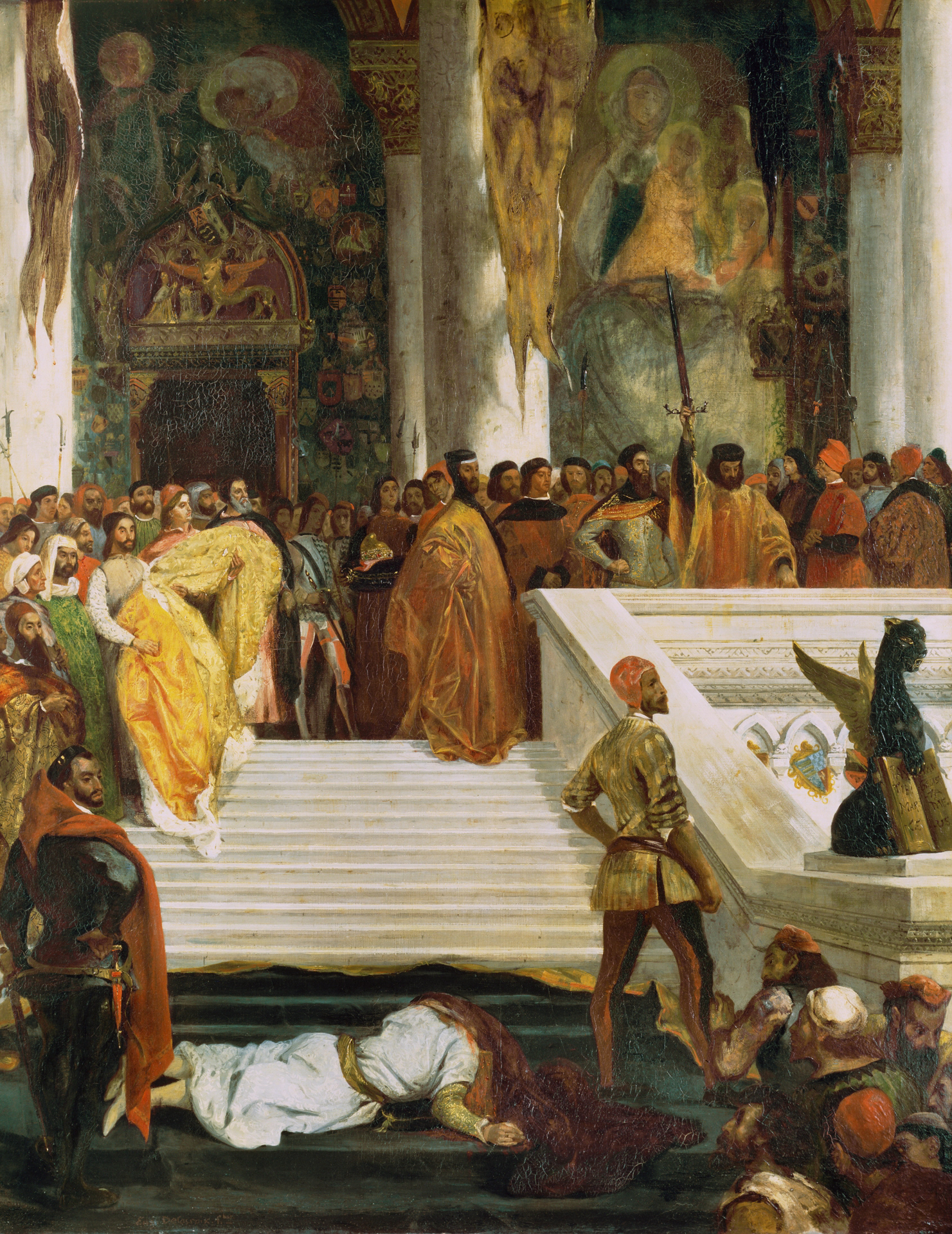
L'Exécution du doge Marino Faliero par Eugène Delacroix, 1827.

Le 17 avril, c'est le tour de Marino Faliero d’être jugé pour haute trahison. Outre la tentative de coup d’État contre les institutions vénitiennes, il lui est reproché d’avoir tenté de négocier l’accord secret avec Gênes, alors l’ennemi de Venise.
Il est condamné à être décapité. L’exécution a lieu sur un palier du grand escalier de la cour du palais des Doges, au pied du perron où, avant de recevoir la coiffe dogale, Faliero avait prêté serment d’observer la promissione (en) ». Le chef des Dix s'avança au balcon et, présentant à la foule l'épée ensanglantée, hurle : « Regardez bien, justice a été faite du traître ! ».
Le cadavre du doge reste exposé pendant une journée, la tête tranchée. Au soir du 18 avril, sa dépouille est déposée dans une nacelle et inhumée sans aucune cérémonie, dans un sarcophage en pierre placé dans une chapelle de la basilique de San Zanipolo, nécropole des doges de Venise. 
Onze ans plus tard, par décret du Conseil des Dix, dans la galerie des Doges du palais dogal, son portrait est recouvert de noir en 1366 où il est inscrit Hic est locus Marini Falieri decapitati pro criminibus soit « Ici se trouve la place de Marino Faliero, décapité pour ses crimes », afin d’impressionner les ennemis de la République et à montrer qu’aucun, fût-il revêtu de la plus haute dignité, n’était à l’abri du châtiment. Par la suite, le sarcophage, vidé et retiré, a été utilisé en 1812 comme réservoir d’eau pour la pharmacie de l’hôpital civil et a finalement trouvé sa place, sans armoiries et inscriptions, dans la loggia extérieure du Fondaco dei Turchi, ancien siège du musée Correr à Venise,.

## Postérité

### En politique
Alors que l’aristocratie vénitienne ne jurait que par la guerre à outrance, Marino Faliero est le seul des 76 premiers doges à avoir tenté de négocier un accord avec Gênes, destiné à assouplir la concurrence et à favoriser la paix entre les deux thalassocraties rivales. Il fut aussi l’un des rares à se soucier de la pauvreté croissante du bas-peuple vénitien.

### Dans la culture

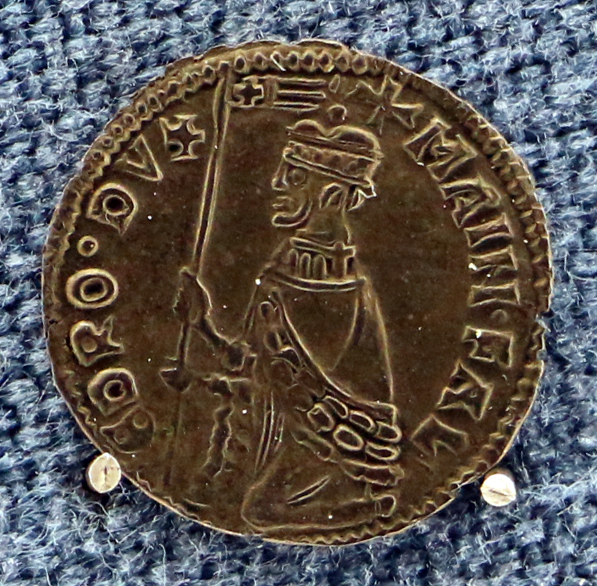
Pièce de monnaie (soldino) frappée à l'effigie de Marino Faliero

- Selon une tradition, il est dit que, pour effacer complètement la mémoire du doge Faliero, la République a rassemblé et refondu toutes les pièces frappées pendant son dogat. En réalité, la rareté réelle des pièces de monnaie (les sequins) frappées sous le mandat de ce doge peut surtout être attribuée à la crise monétaire de l’époque et à la courte durée de son dogat : à peine sept mois[10].

- Dans le contexte d’une époque propice aux superstitions, la décapitation du doge un vendredi 17 est probablement intentionnelle, car cette date était jugée peu propice depuis l’époque romaine : en effet, le chiffre romain XVII (dix-sept) est une anagramme de VIXI (j’ai vécu c’est-à-dire je suis mort). Le vendredi, de surcroit, jouissait de la même réputation inquiétante, en tant que le jour de la passion et de la mort du Christ[5].

### Dans l'art et la littérature

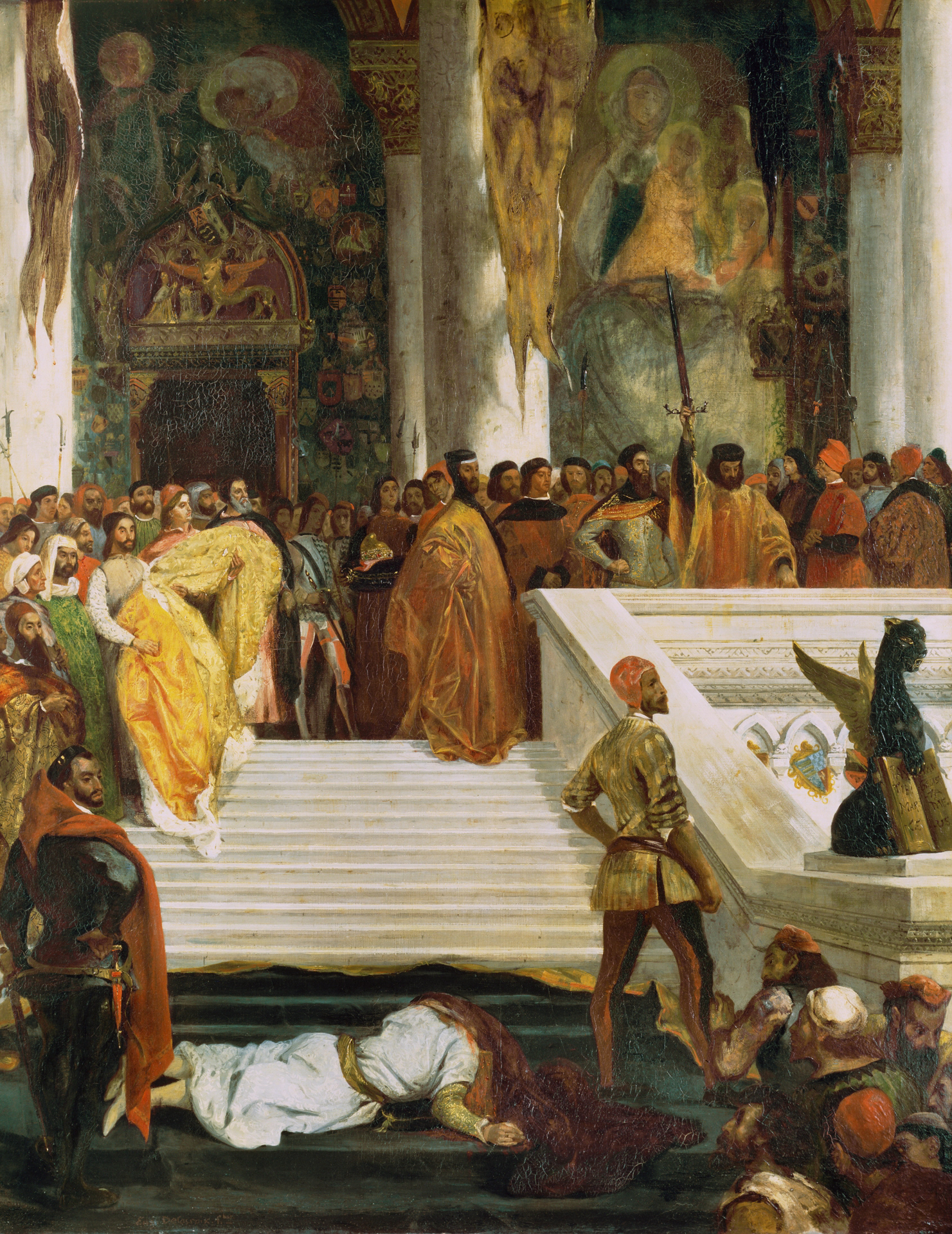
L'Exécution du doge Marino Faliero
Eugène Delacroix, 1825-1826
Wallace Collection, Londres

L’épisode de la conjuration de Marino Faliero a été représentée à plusieurs reprises :
- Ernst Theodor Amadeus Hoffmann : Doge et Dogaresse, Marino Falieri, nouvelle parue dans le recueil Les Frères de Saint-Sérapion, en 1819.
- Lord Byron : tragédie historique en cinq actes Marino Faliero, Doge de Venise, terminée le 16 juillet 1820.
- Eugène Delacroix : tableau L'Exécution du doge Marino Faliero (1825-1826), Wallace Collection, Londres[11]
- Casimir Delavigne : tragédie en cinq actes et en vers Marino Faliero, représentée pour la première fois au Théâtre de la Porte-Saint-Martin à Paris le 30 mai 1829[12],[13].
- Gaetano Donizetti (musique) et Emanuele Bidèra (livret italien) : tragédie lyrique en trois actes Marino Faliero, créée au Théâtre des Italiens de Paris le 12 mars 1835. Une version avec livret en français, de Louis Danglas, fut créée à Gand en 1852[14].
- Algernon Swinburne pièce Marino Faliero. A tragedy, publiée en 1885.
- Gilles Chaillet : bande dessinée Ténèbres sur Venise,  publiée en 1987.
- Giorgio Ravegnani : Il traditore di Venezia : vita di Marino Falier doge, Laterza, Bari, 2017.